# Цаар баалей хаим
Цаар баалей хаим (ивр. צער בעלי חיים‎ — «страдание живых существ») — мицва в иудаизме, сострадание к животным, запрет на издевательство над животными и нанесение им вреда, а также указание предотвращать страдания животного.
Вавилонский Талмуд во многих местах обсуждает это понятие.

## Заповеди, защищающие животных
- Эйвар мин ха-хай[ивр.] — запрет отрезать орган живого животного.
- Прика[ивр.] — мицва разгрузить ношу с усталого животного. По Рамбаму — даже в шаббат.
- Шилуах кен[англ.] — запрет на разорение птичьих гнёзд в присутствии матери.
- Шхита — в тех случаях, когда Тора разрешает убивать животное, забой должен производиться определённым образом, чтобы причинить минимум страдания животному, в противном случае мясо животного непригодно в пищу с точки зрения кашрута.
- Ло тахсом шор бе-дишо[ивр.] — буквально: запрет не позволять животному есть ту еду, которую оно молотит.
- Шаббат — еврей обязан дать отдохнуть в субботу своим животным.